# Алцате Брианца
Алца̀те Бриа̀нца (на италиански: Alzate Brianza; на ломбардски: Alzàa, Алцаа) е градче и община в Северна Италия, провинция Комо, регион Ломбардия. Разположено е на 310 m надморска височина. Населението на общината е 5014 души (към 2017 г.).